# 八木ちあき
八木 ちあき（やぎ ちあき、12月2日 - ）は、日本の漫画家。愛媛県松山市出身。愛媛県在住。
本名は八木 千秋(旧姓)。松山商業高等学校卒業。

## 来歴
デビュー前は約2年間、漫画家いでまゆみ(愛媛県松山市出身)のお手伝いをしていた。
1983年、講談社第25回なかよし・少女フレンド新人まんが賞佳作を受賞。同年、講談社『なかよしデラックス』8月号掲載の『ジグザグ☆コンプレックス』でデビュー。
『なかよし』『なかよしデラックス』などで様々な作品を描いていた。
1998年、『Amie』なかよし12月号増刊のまんがエッセーの最後で近況報告として同年11月に結婚したことを報告。15年間の漫画家生活を引退。漫画家の頃は15年間のうち14年間は松山市で暮らし、最後の1年間は上京して作品を描いた。子育てしながら秋田県で暮らしていた時期がある。
作品は台湾語、英語など複数の言語で出版されている。
2021年5月、過去の作品が電子書籍化されるのに伴いTwitterを始めた。連載当時の付録の紹介やエピソード、日常について綴っており、読者と交流を続けている。
同年9月、iPadで23年ぶりにペン入れしたものを公開。
同年10月には自身で乳がんを発見したが、2022年12月28日に無事治療を終えることができたと報告。

## 人物・エピソード
- 仮面ライダー1号・本郷猛が初恋の人物で、小学生の頃にクラスの男子に頼んで本郷のカードを持っていた[17]。
- 小学生の頃は郷ひろみ[17]、高校生の頃は水木一郎のファンだった。地元で行われたイベントに参加したり、水木が亡くなる前も堀江美都子のコンサートにゲスト出演した歌を聴きに行った[18]。
- 作曲家渡辺宙明の曲が大好きでレコードを沢山持っていた[19]。
- 中学時代はくらもちふさこの漫画を読んでおり、原点である[20]。
- 夫[21]、息子[10]、娘がいる[22]。キジトラの猫（メス）と暮らしている[23]。夫も渡辺宙明の大ファン[19]。

## 作品リスト
- 15歳のエチュード 1985年7月 ISBN 9784061785069
- 涙のむこうにラブゴール 1986年3月 ISBN 9784061785304
- 子ねこちゃんメトロノーム 1986年9月 ISBN 9784061785496
- はあとシグナル
  1. 1987年8月 ISBN 9784061785830
  2. 1988年2月 ISBN 9784061786004
- おもちゃ箱革命
  1. 1988年12月 ISBN 9784061786226
  2. 1989年5月 ISBN 9784061786332
  3. 1989年12月 ISBN 9784061786486
  4. 1990年6月 ISBN 9784061786622
  5. 1991年1月 ISBN 9784061786783
- リトル行進曲
  1. 1991年4月 ISBN 9784061786844
  2. 1991年9月 ISBN 9784061786967
  3. 1992年3月 ISBN 9784061787100
  4. 1992年7月 ISBN 9784061787223
- ポケット・パーク
  1. 1993年5月 ISBN 9784061787469
  2. 1993年10月 ISBN 9784061787629
  3. 1994年4月 ISBN 9784061787742
- メリーゴーランド
  1. 1994年12月 ISBN 9784061787926
  2. 1995年4月 ISBN 9784061788022
  3. 1995年11月 ISBN 9784061788183
- 海の碧・空の青 1996年10月 ISBN 9784061788459
- 桜 咲くころ 1999年2月 ISBN 9784061789104

### その他
- Amie なかよし12月号増刊(1998年) - オールスターまんがエッセイ＆レポート「フリーマーケット　初挑戦！」[24]